# Audience du sceau (Ancien Régime)

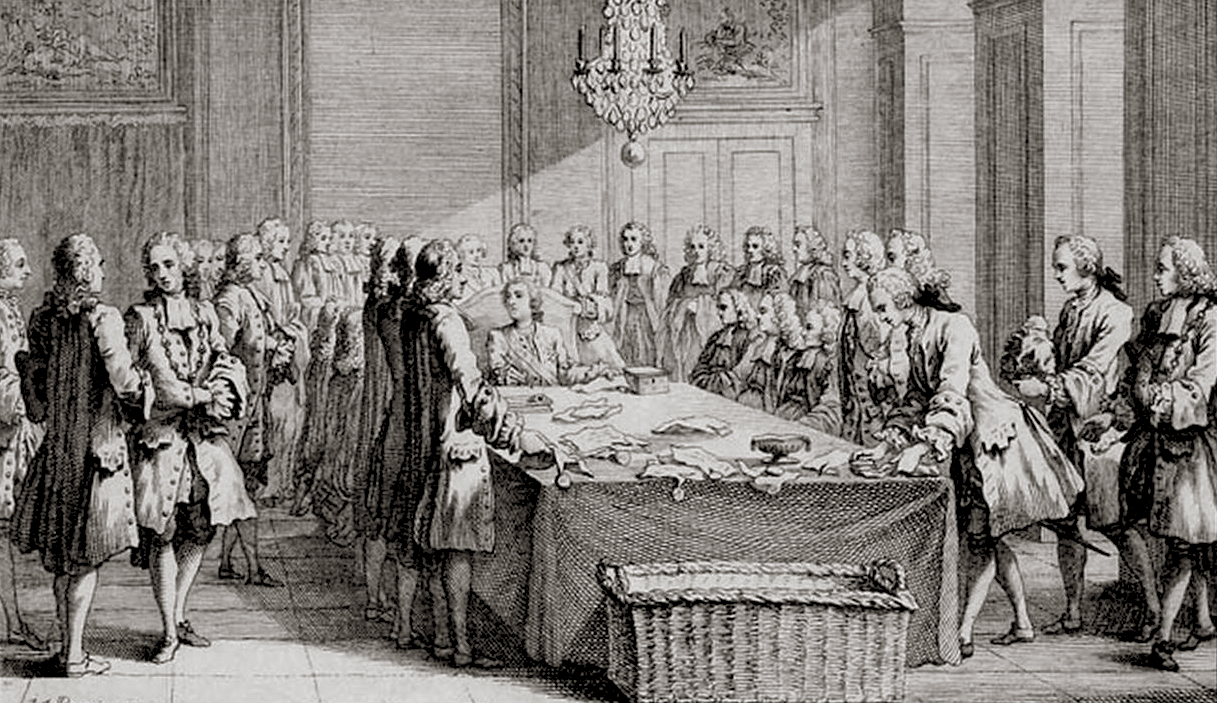
Gravure représentant Louis XV (assis à la place d’honneur) « tenant le sceau » en personne pour la première fois le 4 mars 1757. Le roi tient le Sceau de façon régulière, tout au long de son règne.

Dans le système institutionnel de l’Ancien Régime, l’Audience de France (dite aussi « Séance du sceau », ou simplement « le Sceau ») est une séance solennelle durant laquelle les lettres patentes du roi (édits, ordonnances, déclarations) sont vérifiées et scellées afin d’être envoyées aux bailliages et sénéchaussées du royaume et pour y être enregistrées par ces juridictions.
Historiquement attachée aux attributions judiciaires la chancellerie de France (gardienne des sceaux de France) mais le plus souvent opérée chez le roi qui la préside, cette séance de haute solennité – puisqu’elle participe au processus législatif de la monarchie, pour laquelle le pouvoir de faire la loi et le pouvoir de rendre la justice forment un tout cohérent et indivisible (contrairement à un régime appliquant une séparation des pouvoirs distinguant ces attributions) – intervient généralement lorsque lesdites lettres ont été enregistrées par le Parlement, enregistrement leur conférant « force de loi ».
La séance du sceau tient donc lieu, concurremment avec les cours souveraines qui exercent leur droit de remontrance, de véritable organe constitutionnel du royaume, en ce qu’y est vérifiée la bonne et due forme des lettres du roi, après que le Parlement en ait vérifié la conformité avec les « lois du royaume » (autre dimension constitutionnelle de la justice souveraine d’Ancien Régime).

## Les sceaux des lettres patentes expédiées par la Grande Chancellerie

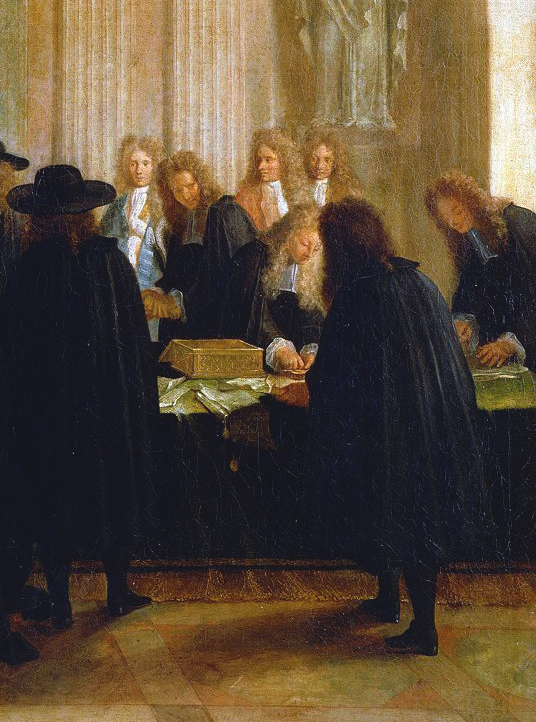
Le chauffe-cire (au centre) s’active lors d’une séance présidée par Louis XIV. On distingue ouvert sur la table le coffret dans lequel sont conservés les matrices des sceaux. (Peinture anonyme, Photo RMN-Grand Palais (Château de Versailles) / Christian Jean.

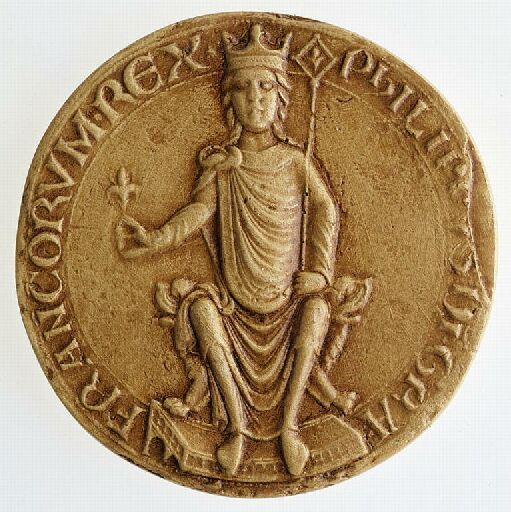
Sceau de Philippe II (1180).

Les matrices des sceaux royaux sont conservées dans un coffret détenu par le chancelier (ou le garde des sceaux) qui en portait la clé sur lui. Le scellage des lettres avait lieu périodiquement sous la présidence de l’un ou l’autre de ces grands officiers de la Couronne. Cette séance solennelle se déroulait soit à la Chancellerie, dès lors que celle-ci eut des bureaux officiels séparés de la résidence royale (à partir de 1670), soit au domicile du chancelier lui-même, soit chez le roi lorsque celui-ci décidait de présider l’Audience (voir l’image ci-dessus).
On désignait l’ensemble des lettres patentes scellées à la Grande Chancellerie par l’expression « lettres de grand sceau », par opposition aux « lettres de petit sceau » expédiées par les petites chancelleries établies auprès des cours souveraines et des présidiaux.

## Cérémonial de la séance
Pour l’apposition des sceaux royaux de France, le chauffe-cire, tête nue, présente les coffres où sont enfermés les sceaux. Le chancelier (ou le garde des sceaux selon qui préside la séance) tire les clefs de son sein, ouvre les coffres et en extrait les sceaux. En présence du grand audiencier de France et du contrôleur de l’Audience, il examine les lettres à sceller.
Après approbation de leur contenu, il les fait sceller par le chauffe-cire, lequel ne doit pas savoir lire afin de conserver le secret des lettres qu’il scelle, assisté du chauffe-cire scelleur et du valet chauffe-cire qui pétrit la cire (voir l’image ci-contre).
Après quoi les sceaux sont replacés dans leurs coffres, qui sont refermés par le chancelier ou le garde des sceaux, selon qui préside.